# Hilda Pérez Carvajal
Hilda Pérez Carvajal (11/5/1945) là một nhà sinh vật học người Venezuela đến từ Đại học Trung tâm Venezuela. Bà là chủ tịch của Hiệp hội Ký sinh trùng Venezuela vào cuối những năm 80.